# 6774 Владгенріх
6774 Владгенріх (6774 Vladheinrich) — астероїд головного поясу, відкритий 4 листопада 1988 року.
Тіссеранів параметр щодо Юпітера — 3,664.